# Nandgaon
Nandgaon is een nagar panchayat (plaats) in het district Mathura van de Indiase staat Uttar Pradesh. 

## Demografie
Volgens de Indiase volkstelling van 2001 wonen er 9.956 mensen in Nandgaon, waarvan 54% mannelijk en 46% vrouwelijk is. De plaats heeft een alfabetiseringsgraad van 45%. 